# Liste der Monuments historiques in Boucq
Die Liste der Monuments historiques in Boucq führt die Monuments historiques in der französischen Gemeinde Boucq auf.

## Liste der Objekte
| Bezeichnung                                                 | Beschreibung                                                                       | Standort                       | Kennzeichnung | Schutzstatus | Datum | Bild |
| ----------------------------------------------------------- | ---------------------------------------------------------------------------------- | ------------------------------ | ------------- | ------------ | ----- | ---- |
| Glocke                                                      | Bronze, 1544 gegossen; aus Dommartin-aux-Fours (im Dreißigjährigen Krieg zerstört) | in der Kirche St-Pierre (Lage) | PM54000104    | Classé       | 1908  |      |
| Zwei Reliefs mit Szenen aus dem Leben des heiligen Norberts | Eichenholz, 17. Jahrhundert; aus dem Kloster Rangeval in Geville                   | in der Kirche St-Pierre (Lage) | PM54000105    | Classé       | 1909  |      |
| Skulptur Madonna mit Kind                                   | Stein, farbig gefasst und vergoldet, Ende des 16. Jahrhunderts                     | in der Kirche St-Pierre (Lage) | PM54001431    | Inscrit      | 1977  |      |